# RK Celje
Rukometni klub Celje Pivovarna Laško je najtrofejniji slovenski rukometni klub. Utemeljen je 1946. godine u Celju.

## Športski uspjesi
- Nacionalni prvak: (22)
  - Prvak Jugoslavije:   -
  - Prvak Slovenije: 1992., 1993., 1994., 1995., 1996., 1997., 1998., 1999., 2000., 2001., 2003., 2004., 2005., 2006., 2007., 2008., 2010, 2014., 2015., 2016., 2017. i 2018.
- Nacionalni kup: (21)
  - Osvajač kupa Jugoslavije: -
  - Finalista kupa Jugoslavije: 1976., 1978. i 1980.
  - Osvajač kupa Slovenije: 1992., 1993., 1994., 1995, 1996, 1997, 1998, 1999, 2000., 2001., 2004., 2006., 2007., 2010., 2012., 2013., 2014., 2015., 2016. 2017. i 2018.
- Prvak Europe: 2004.

## Poznati igrači
- Mirko Alilović
- Mario Kelentrić
- Petar Metličić
- Denis Špoljarić
- Renato Sulić
- Alvaro Načinović
- Renato Vugrinec
- Ivan Slišković
- Uroš Zorman
- Edvard Kokšarov
- Sergej Rutenka
- Sergej Harbok
- Aleš Pajovič
- Gašper Marguč

## Bivši treneri
- Ivan Snoj
- Željko Seleš
- Franc Ramškugler
- Antun Bašić
- Ante Kostelić
- Slavko Bambir
- Zdenko Zorko
- Slobodan Mišković
- / Abas Arslanagić
- Vedad Ljubuškić
- Sead Hasanefendić
- Josip Šojat
- Miro Požun
- Kasim Kamenica
- Zvonimir Serdarušić
- Tone Tiselj
- Slavko Ivezič
- Vladan Matić

## Vanjske poveznice
- Službena stranica kluba (slovenski)